# Les Baux-de-Breteuil
Pour les articles homonymes, voir Baux et Breteuil.
Les Baux-de-Breteuil sont une commune française située dans le département de l'Eure en région Normandie.

## Géographie

### Communes limitrophes
Les communes limitrophes sont  Ambenay, Bois-Arnault, Breteuil, Bémécourt, Chéronvilliers, La Vieille-Lyre, Le Fidelaire, Le Lesme et Neaufles-Auvergny.
| La Vieille-Lyre       | Le Fidelaire, Le Lesme (comm. dél. de Sainte-Marguerite-de-l'Autel) | Le Lesme (comm. dél. de Guernanville) |
| Neaufles-Auvergny     | Baux-de-Breteuil                                                    | Breteuil Bémécourt                    |
| Ambenay, Bois-Arnault | Chéronvilliers                                                      | Francheville (par un angle)           |

### Hydrographie
La commune est située dans le bassin Seine-Normandie. Elle est drainée par le Rouloir, le cours d'eau 01 de la commune de Sainte-Marguerite-de-l'Autel, le canal 01 de la commune des Baux-de-Breteuil, le canal 02 de la commune des Baux-de-Breteuil, le fossé 01 de la commune des Baux-de-Breteuil et le fossé 01 de l'Étang du Désert,,.
Le Rouloir, d'une longueur de 49 km, prend sa source dans la commune de Saint-Ouen-sur-Iton et se jette  dans un bras de l'Iton à Glisolles, après avoir traversé 15 communes.

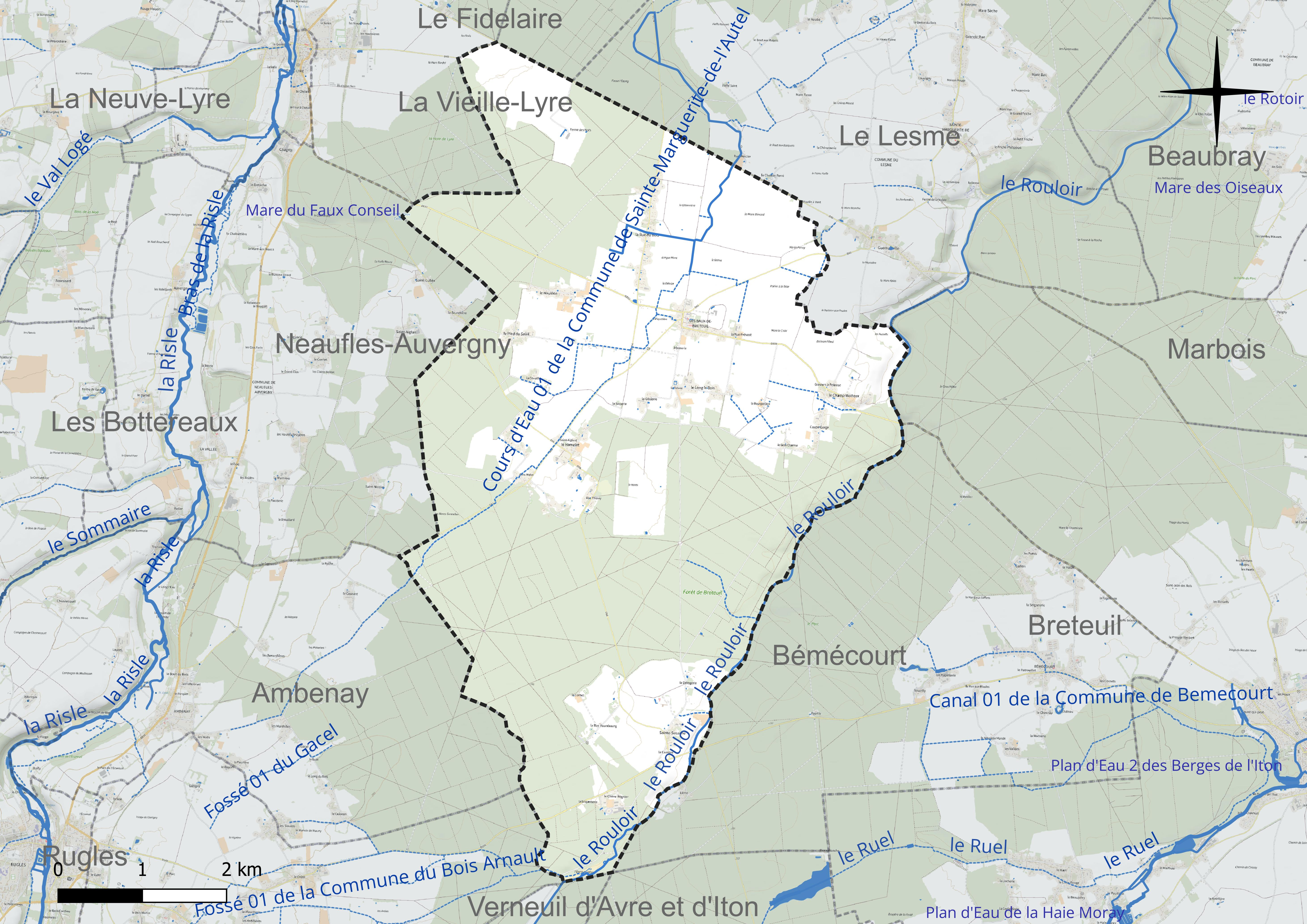
Réseau hydrographique des Baux-de-Breteuil.

### Climat
Pour des articles plus généraux, voir Climat de la Normandie et Climat de l'Eure.
En 2010, le climat de la commune est de type climat océanique dégradé des plaines du Centre et du Nord, selon une étude du CNRS s'appuyant sur une série de données couvrant la période 1971-2000. En 2020, Météo-France publie une typologie des climats de la France métropolitaine dans laquelle la commune est exposée à un climat océanique et est dans une zone de transition entre les régions climatiques « Sud-ouest du bassin Parisien » et « Côtes de la Manche orientale ». Parallèlement le GIEC normand, un groupe régional d’experts sur le climat, différencie quant à lui, dans une étude de 2020, trois grands types de climats pour la région Normandie, nuancés à une échelle plus fine par les facteurs géographiques locaux. La commune est, selon ce zonage, exposée à un « climat des plateaux abrités », correspondant aux plaines agricoles de l’Eure, avec une pluviométrie beaucoup plus faible que dans la plaine de Caen en raison du double effet d’abri provoqué par les collines du Bocage normand et par celles qui s’étendent sur un axe du Pays d'Auge au Perche.
Pour la période 1971-2000, la température annuelle moyenne est de 10 °C, avec  une amplitude thermique annuelle de 13,3 °C. Le cumul annuel moyen de précipitations est de 714 mm, avec 11,7 jours de précipitations en janvier et 8,4 jours en juillet. Pour la période 1991-2020, la température moyenne annuelle observée sur la station météorologique la plus proche, située sur la commune de Breteuil à 9 km à vol d'oiseau, est de 11,1 °C et le cumul annuel moyen de précipitations est de 698,2 mm,. Pour l'avenir, les paramètres climatiques de la commune estimés pour 2050 selon différents scénarios d’émission de gaz à effet de serre sont consultables sur un site dédié publié par Météo-France en novembre 2022.

## Urbanisme

### Typologie
Au 1er janvier 2024, Les Baux-de-Breteuil sont catégorisés commune rurale à habitat dispersé, selon la nouvelle grille communale de densité à 7 niveaux définie par l'Insee en 2022.
Elle est située hors unité urbaine et hors attraction des villes,.

### Occupation des sols

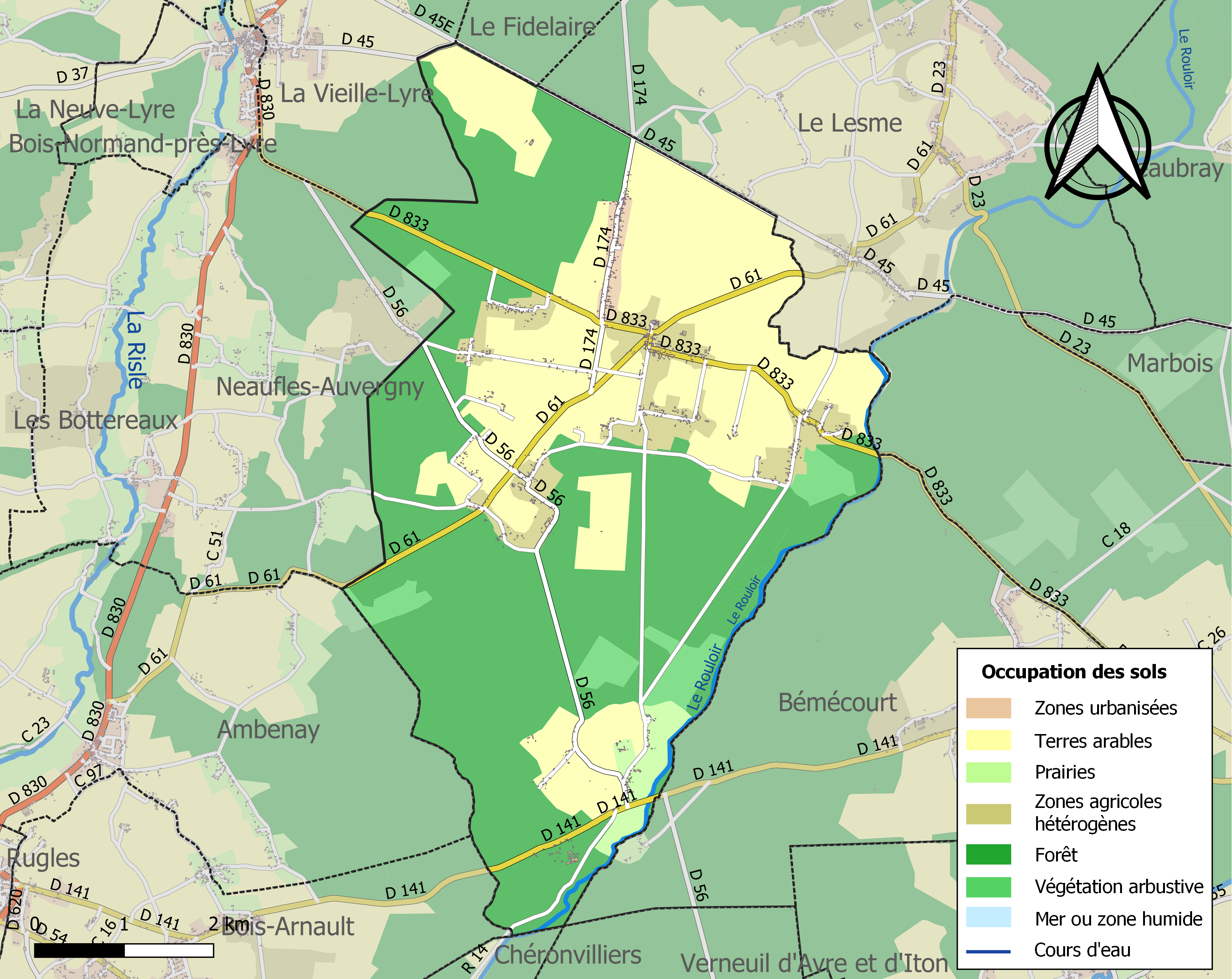
Carte des infrastructures et de l'occupation des sols de la commune en 2018 (CLC).

L'occupation des sols de la commune, telle qu'elle ressort de la base de données européenne d’occupation biophysique des sols Corine Land Cover (CLC), est marquée par l'importance des forêts et milieux semi-naturels (56,3 % en 2018), une proportion identique à celle de 1990 (56,3 %). La répartition détaillée en 2018 est la suivante : 
forêts (52,6 %), terres arables (33,7 %), zones agricoles hétérogènes (7,1 %), milieux à végétation arbustive et/ou herbacée (3,7 %), prairies (2 %), zones urbanisées (0,9 %). L'évolution de l’occupation des sols de la commune et de ses infrastructures peut être observée sur les différentes représentations cartographiques du territoire : la carte de Cassini (XVIIIe siècle), la carte d'état-major (1820-1866) et les cartes ou photos aériennes de l'IGN pour la période actuelle (1950 à aujourd'hui).

### Habitat et logement
En 2020, le nombre total de logements dans la commune était de 410, alors qu'il était de 415 en 2015 et de 410 en 2010.
Parmi ces logements, 72 % étaient des résidences principales, 25,5 % des résidences secondaires et 2,5 % des logements vacants. Ces logements étaient pour 99,5 % d'entre eux des maisons individuelles et pour 0,5 % des appartements.
Le tableau ci-dessous présente la typologie des logements aux Baux-de-Breteuil en 2020 en comparaison avec celle de l'Eure et de la France entière. Une caractéristique marquante du parc de logements est ainsi une proportion de résidences secondaires et logements occasionnels (25,5 %) supérieure à celle du département (6,2 %) et à celle de la France entière (9,7 %). Concernant le statut d'occupation de ces logements, 81,3 % des habitants de la commune sont propriétaires de leur logement (81,8 % en 2015), contre 65,3 % pour l'Eure et 57,5 pour la France entière.
| Typologie                                               | Les Baux-de-Breteuil | Eure | France entière |
| ------------------------------------------------------- | -------------------- | ---- | -------------- |
| Résidences principales (en %)                           | 72                   | 85,5 | 82,1           |
| Résidences secondaires et logements occasionnels (en %) | 25,5                 | 6,2  | 9,7            |
| Logements vacants (en %)                                | 2,5                  | 8,2  | 8,2            |

## Toponymie
Le nom de la localité est attesté sous les formes Baucie au XIIIe siècle (obituaire de l’abbaye de Lyre), Sanctus Christophorus de Baucis en 1305 (charte de Mathieu, évêque d’Évreux), Baucie Bretolii en 1319 (charte de Philippe le Long), Baucis Britholii en 1370.
Baux : de l'ancien français baux « ravins » ou pluriel de l'oïl bail « domaine affermé ».
Breteuil à le sens de « clairière ou village (dans la forêt de Breteuil), où l'on rend les jugements », voire « clairière de Mars », puisqu'il s'agit d'une des épithètes du Mars gaulois Britouius.

## Histoire
Paroisse fondée par les moines de l'abbaye Notre-Dame de Lyre au centre de leurs travaux de défrichement de la forêt de Breteuil.

## Politique et administration

### Rattachements administratifs et électoraux

#### Rattachements administratifs
La commune se trouve dans l'arrondissement d'Évreux du département de l'Eure.  
Elle faisait partie depuis 1802 du canton de Breteuil. Dans le cadre du redécoupage cantonal de 2014 en France, cette circonscription administrative territoriale a disparu, et le canton n'est plus qu'une circonscription électorale.

#### Rattachements électoraux
Pour les élections départementales, la commune fait partie depuis 2014 du canton de Breteuil porté de quatorze à cinquante communes (avant la création de plusieurs communes nouvelles)
Pour l'élection des députés, elle fait partie de la première circonscription de l'Eure.

### Intercommunalité
La commune des Baux-de-Breteuil était membre de la communauté de communes du canton de Breteuil-sur-Iton, un établissement public de coopération intercommunale (EPCI) à fiscalité propre créé fin 2000 et auquel la commune avait transféré un certain nombre de ses compétences, dans les conditions déterminées par le code général des collectivités territoriales.
Dans le cadre des dispositions de la loi portant nouvelle organisation territoriale de la République du 7 août 2015, qui prévoit que les établissements publics de coopération intercommunale (EPCI) à fiscalité propre doivent avoir un minimum de 15 000 habitants, cette intercommunalité a fusionné avec quatre autres structures intercommunales pour former, le 1er janvier 2017, la communauté  de communes Interco Normandie Sud Eure, dont est désormais membre la commune.

### Liste des maires
| Période                                  | Période                        | Identité        | Étiquette | Qualité     |
| ---------------------------------------- | ------------------------------ | --------------- | --------- | ----------- |
| Les données manquantes sont à compléter. |                                |                 |           |             |
|                                          |                                |                 |           |             |
| avant 1973                               |                                | M. Malherbe     |           |             |
|                                          |                                |                 |           |             |
| mars 2008                                | mai 2020                       | Françoise Leray | DVD       |             |
| mai 2020                                 | En cours (au 30 novembre 2023) | Antoine Noel    |           | Agriculteur |

## Population et société

### Démographie
L'évolution du nombre d'habitants est connue à travers les recensements de la population effectués dans la commune depuis 1793. Pour les communes de moins de 10 000 habitants, une enquête de recensement portant sur toute la population est réalisée tous les cinq ans, les populations de référence des années intermédiaires étant quant à elles estimées par interpolation ou extrapolation. Pour la commune, le premier recensement exhaustif entrant dans le cadre du nouveau dispositif a été réalisé en 2004.

En 2022, la commune comptait 686 habitants, en évolution de +4,26 % par rapport à 2016 (Eure : −0,25 %, France hors Mayotte : +2,11 %).
| 1793  | 1800  | 1806  | 1821  | 1831  | 1836  | 1841  | 1846  | 1851  |
| ----- | ----- | ----- | ----- | ----- | ----- | ----- | ----- | ----- |
| 1 600 | 1 805 | 1 808 | 1 584 | 1 621 | 1 658 | 1 615 | 1 592 | 1 510 |

| 1856  | 1861  | 1866  | 1872  | 1876  | 1881  | 1886  | 1891  | 1896 |
| ----- | ----- | ----- | ----- | ----- | ----- | ----- | ----- | ---- |
| 1 467 | 1 403 | 1 296 | 1 293 | 1 123 | 1 056 | 1 030 | 1 017 | 876  |

| 1901 | 1906 | 1911 | 1921 | 1926 | 1931 | 1936 | 1946 | 1954 |
| ---- | ---- | ---- | ---- | ---- | ---- | ---- | ---- | ---- |
| 819  | 795  | 689  | 760  | 747  | 665  | 639  | 720  | 677  |

| 1962 | 1968 | 1975 | 1982 | 1990 | 1999 | 2004 | 2006 | 2009 |
| ---- | ---- | ---- | ---- | ---- | ---- | ---- | ---- | ---- |
| 656  | 529  | 517  | 564  | 561  | 578  | 601  | 607  | 661  |

| 2014 | 2019 | 2022 | - | - | - | - | - | - |
| ---- | ---- | ---- | - | - | - | - | - | - |
| 669  | 676  | 686  | - | - | - | - | - | - |

### Sports et loisirs
Le centre équestre des Baux-de-Breteuil, fondé en 2010, qui compte en 2023 190 cavaliers, est intégré en 2023 au réseau des clubs Excellence de Normandie, créé à l’initiative de la Région Normandie, du Comité Régional d’Equitation de Normandie (COREN) et du Comité Régional de Tourisme équestre de Normandie (CRTE). Un de ses équipes a reçu la médaille de bronze des championnats de France d'équitation de Lamotte-Beuvron en 2023.

## Culture locale et patrimoine

### Lieux et monuments
- Église Saint-Christophe (XIIIe) avec façades Sud et Ouest remaniées au XVIe siècle. Elle contient plusieurs statues des XVIe et XVIIe siècles.
- Prieuré Sainte-Suzanne : le chœur du XIIe siècle a été remanié. Le prieuré a abrité une communauté d'ermites au début du XIIe siècle, qui fut intégrée à l'abbaye Notre-Dame de Lyre en 1245. Sa chapelle date de 1880[31].
- Traces de plusieurs voies romaines.

### Héraldique
| Blason de Baux-de-Breteuil (Les) | Blason  | Écartelé : au 1er de gueules à deux léopards d'or, armés et lampassés d'azur, l'un au-dessus de l'autre, au 2e d'or à un pommier de sinople fruité du champ, au 3e d'or à un rameau de chêne d'azur, au 4e de gueules à un cerf passant d'or. DeviseA silvae exeunt (« Ils [les habitants] sortent de la forêt ») |
| Blason de Baux-de-Breteuil (Les) | Détails | Les deux léopards d'or des armoiries des Baux-de-Breteuil rappellent les armoiries de la Normandie. |

## Pour approfondir